# Skała Piętowskich

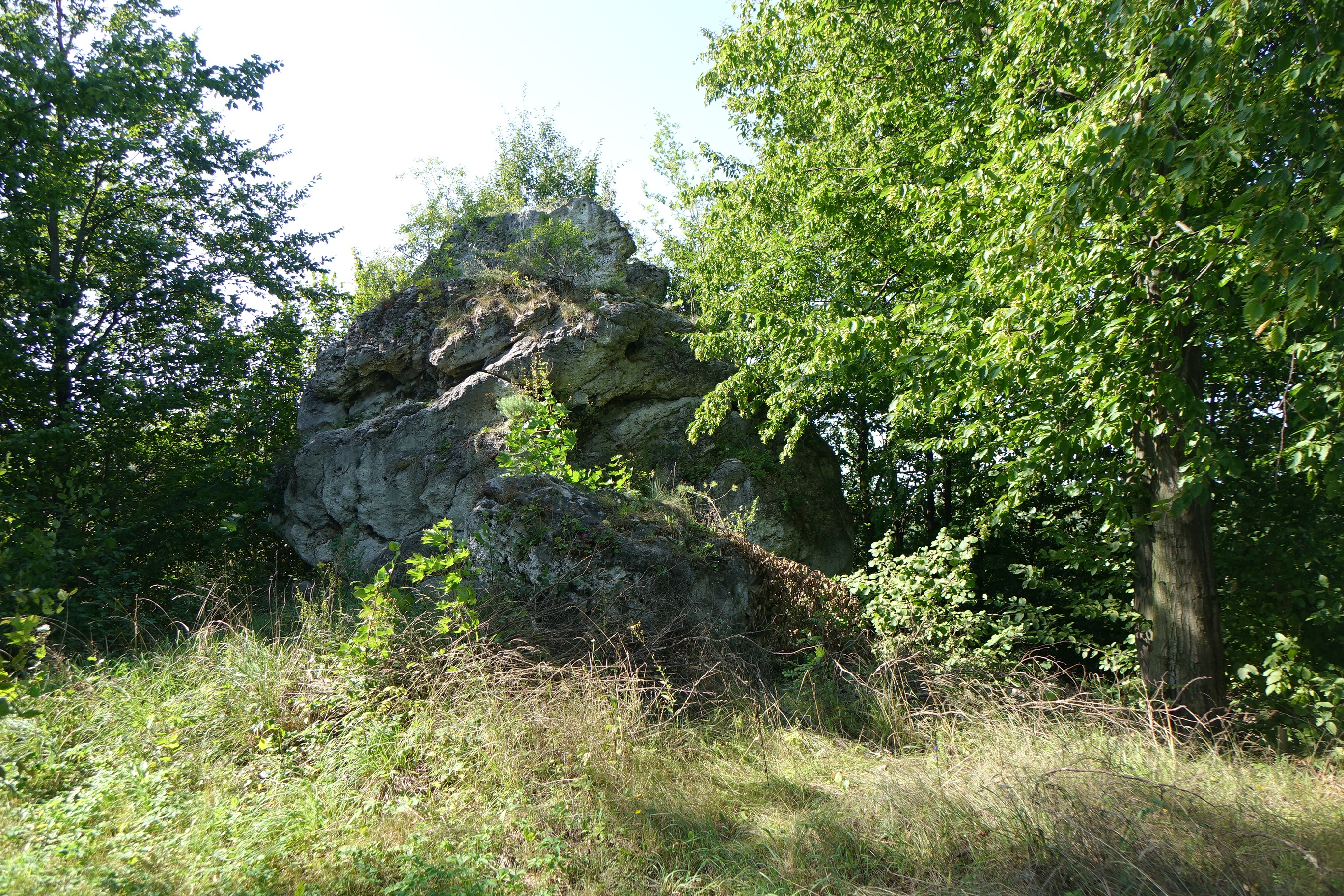

Skała Piętowskich – skała we wsi Siedlec w województwie śląskim, w powiecie częstochowskim, w gminie Janów. Znajduje się po północnej stronie drogi z Siedlca do Krasawy, naprzeciwko wyższego wzniesienia Dupka. Skała Piętowskich stoi tuż przy drodze, tworząc szczyt niewielkiego i obrosłego drzewami wzniesienia wśród pól uprawnych.
Skała znajduje się na Równinie Janowskiej będącej częścią Wyżyny Częstochowskiej. Zbudowana jest z późnojurajskich wapieni. Są to tzw. wapienie skaliste, które dzięki większej twardości oparły się procesom wietrzenia i obecnie stanowią tzw. ostańce.